# Portunatasaurus
Portunatasaurus krambergeri
Genre
Espèce
Portunatasaurus est un genre fossile de sauropsides semi-aquatiques marins, carnivores, de la super-famille des Mosasauroidea, peut-être rattaché à la famille des Aigialosauridae. 
Une seule espèce est rattachée au genre, Portunatasaurus krambergeri.

## Systématique
Le genre Portunatasaurus et l'espèce Portunatasaurus krambergeri ont été décrits en 2019 par Michelle Campbell Mekarski, Dražen Japundžić, Katarina Krizmanić et Michael W. Caldwell.
Ce mosasaure primitif a été découvert en Croatie, dans des sédiments du début du Crétacé supérieur (Cénomanien à Turonien).  

## Description
Ce genre de mosausauroïdes basaux est long d'environ un mètre. Il est connu par un squelette quasi complet en connexion anatomique. Il montre des caractères plésiomorphiques (ancestraux) le rapprochant de Aigialosaurus, comme des membres de lézards terrestres et un corps très allongé, mais aussi des caractères très évolués comme ceux des Mosasaurinae.
Ses mains articulées présentent une anatomie unique comprenant 10 éléments carpiens ossifiés, qui semble être une forme transitoire entre les aigialosaures semi-aquatiques et les mosasaures purement aquatiques. 

## Classification
Portunatasaurus pourrait rejoindre la petite famille des Aigialosauridae selon la définition restrictive établie en 2017 par D. Mazdia et A. Cau, avec Aigialosaurus dalmaticus Kramberger, 1892 et Opetiosaurus bucchichi Kornhuber, 1901.
Portunatasaurus était un lézard semi-aquatique, qui vivaient sur les marges peu profondes de l'ancien océan Téthys, avec probablement la possibilité de se déplacer à terre sur les rivages.

### Publication originale
- (en) Michelle Campbell Mekarski, Dražen Japundžić, Katarina Krizmanić et Michael W. Caldwell, « Description of a new basal mosasauroid from the Late Cretaceous of Croatia, with comments on the evolution of the mosasauroid forelimb », Journal of Vertebrate Paleontology e1577872, vol. 39,‎ mai 2019, p. 1-15 (DOI 10.1080/02724634.2019.1577872).